# Crescentia (Märtyrin)

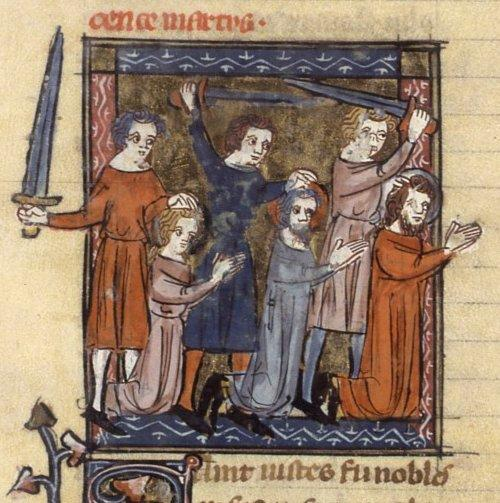
Martyrium der Heiligen Vitus, Crescentia und Modestus

Crescentia († 304 in Lucanien) war eine christliche Heilige und  Märtyrin.
Der Name Crescentia bedeutet auf Latein Wachstum.

## Leben
Der legendarischen Überlieferung nach war Crescentia die Amme des hl. Vitus (Veit). Gemeinsam mit diesem und seinem Erzieher Modestus, ihrem späteren Mann, floh sie während der Christenverfolgung unter Kaiser Diokletian nach Lucanien. Dort wurde sie gefangen genommen und in siedendes Öl geworfen. Ein Engel rettete sie jedoch und trug sie nach Hause. Dort erst starb das Ehepaar dann gemeinsam.
Das früheste Zeugnis für die Verehrung der heiligen Crescentia enthält das „Martyrologium Hieronymianum“ (E-D. De Rossi-Duchesne, 78: „In Sicilia, in Viti, in Modesti et in Crescentiae“).

## Ikonografie
Seit dem 6. und 7. Jahrhundert verbreitete sich die bildliche Darstellung des Martyriums der Heiligen, angereichert mit Motiven aus anderen Legenden, besonders aus der Legende des Poitus, und ausgeschmückt mit fantastischen Wunderberichten ohne historischen Wert.

## Gedenktag
- Katholisch: 15. Juni, in Paderborn und Riga: Übertragung der Gebeine: 10. März
- Orthodox: 15. Mai